# 細路祥 (1999年電影)
細路祥（英語：Little Cheung）是1999年香港獨立劇情電影，由陳果執導兼編劇。與《香港製造》、《去年煙花特別多》合稱為「九七三部曲」。
本片於1999年度釜山國際電影節第二屆Pusan Promotion Plan融資計劃勝出Busan Award獎項，而獲得獎金作部份注資，以及日本放送協會加入投資本片製作。本片於1999年12月30日於香港公映。

## 劇情簡介
八歲的祥仔有一家人靠開茶樓為生。一天，一個名叫阿芬的六歲女孩來他家的茶樓應徵送外賣，被祥仔的爸爸逐了出去。祥仔卻暗中找到阿芬，和她一起去送外賣，分享得來的小費。祥仔想打聽被逐出家門的哥哥的下落，卻遭到酗酒的爸爸的痛打而逃出家門。阿芬也被警方發現了偷渡客的真實身份，將被遣返原籍。在慶祝迴歸的漫天煙火下，祥仔獨自追趕着警車。

## 獎項
| 頒獎典禮                  | 獎項             | 名單                                   | 結果 |
| ------------------------- | ---------------- | -------------------------------------- | ---- |
| 第19屆香港電影金像獎      | 最佳電影         |                                        | 提名 |
| 第19屆香港電影金像獎      | 最佳編劇         | 陳果                                   | 提名 |
| 第19屆香港電影金像獎      | 最佳男配角       | 露比                                   | 提名 |
| 第19屆香港電影金像獎      | 最佳新演員       | 姚月明                                 | 提名 |
| 第19屆香港電影金像獎      | 最佳剪接         | 田十八                                 | 提名 |
| 第19屆香港電影金像獎      | 最佳原創音樂     | 林華全、朱慶祥                         | 提名 |
| 第19屆香港電影金像獎      | 最佳原創電影歌曲 | 作曲：林華全 填詞：林華全 主唱：谷祖琳 | 提名 |
| 第6屆香港電影評論學會大獎 | 最佳電影         |                                        | 提名 |
| 第6屆香港電影評論學會大獎 | 最佳導演         | 陳果                                   | 提名 |
| 第6屆香港電影評論學會大獎 | 推薦電影         |                                        | 獲獎 |
| 第37屆金馬獎              | 最佳劇情片       |                                        | 提名 |
| 第37屆金馬獎              | 最佳原著劇本     | 陳果                                   | 獲獎 |
| 第37屆金馬獎              | 最佳新演員       | 姚月明                                 | 獲獎 |

## 外部連結
- 互联网电影数据库（IMDb）上《細路祥》的资料（英文）
- 香港影庫上《細路祥》的資料（繁體中文）